# Tonka (ime)
Tonka je žensko osebno ime.

## Izvor imena
Ime Tonka je skrajšana in s sufiksom -ka tvorjena oblika iz imena Antonija.

## Pogostost imena
Po podatkih Statističnega urada Republike Slovenije je bilo na dan 31. decembra 2007 v Sloveniji 65 oseb z imenom Tonka.

## Osebni praznik
Koledarsko je ime Tonka uvrščeno k imenu Antonija; god praznuje 17. januarja (Anton Puščavnik) ali 13. junija (Anton Padovanski).